# Produto do mar

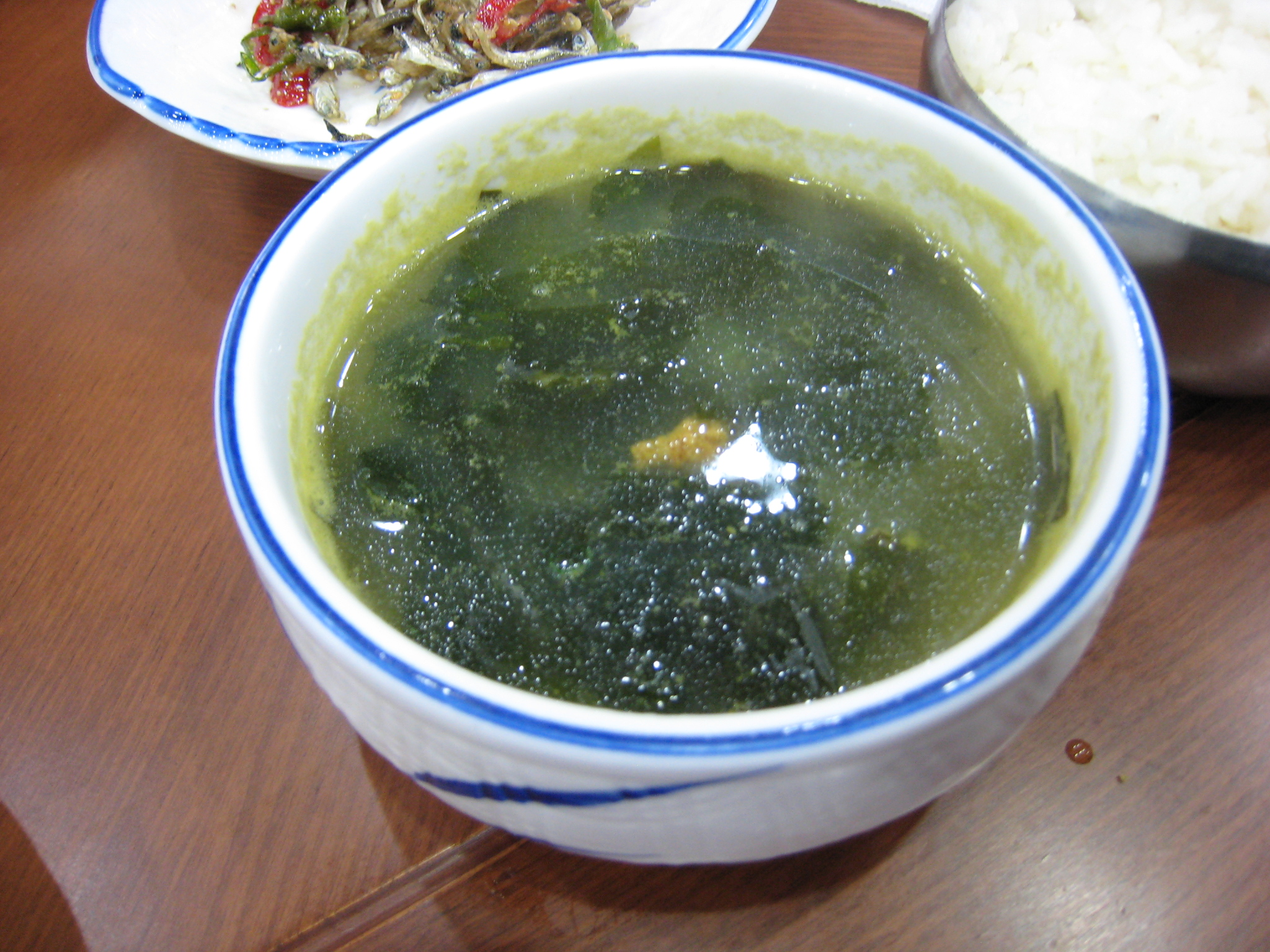
Sopa com algas e ouriço do mar, Korea

Produtos do mar é qualquer forma de vida marinha considerada comida por humanos. Produtos do mar proeminentemente inclui os frutos do mar que incluem várias espécies de moluscos, crustáceos e equinodermes. Historicamente, os mamíferos marinhos, como baleias, peixe-bois e golfinhos, têm sido consumidos como alimento, embora isso ocorra em menor escala nos tempos modernos. Plantas marinhas comestíveis, como algumas algas e microalgas, são amplamente consumidas como produtos do mar em todo o mundo, especialmente na Ásia. Em muitos paises, o termo "produtos do mar" é estendido a organismos de água doce ingeridos por seres humanos, de modo que toda a vida aquática comestível pode ser chamada de produtos do mar. Por uma questão de perfeição, este artigo inclui toda a vida aquática comestível.